# أحمد عظوم
أحمد عظوم ولد في 12 يوليو 1954 في القيروان، هو قاضي وسياسي تونسي.

شغل منصب وزير أملاك الدولة بين 7 مارس و24 ديسمبر 2011 في حكومة الباجي قائد السبسي، ثم وزير الشؤون الدينية منذ 25 فبراير 2017 وحتى الآن.

## السيرة الذاتية

### العائلة والدراسات
تحصل أحمد العظوم على شهادة الإجازة في القانون سنة 1977.

### المسار المهني
أصبح أحمد العظوم قاضيا في 1978، وعين قاضيا في محكمة الناحية بالقيروان في 1984. ثم أصبح رئيسا للمحكمة الابتدائية بالقيروان في 16 سبتمبر 1988، ثم تلك التي في المهدية في 16 سبتمبر 1989، ثم نظيرتها في المنستير في 16 سبتمبر 1995. عين بعدها رئيسا لمحكمة الاستئناف ببنزرت في 16 سبتمبر 2000. 

في مارس 2012، عين في منصب الموفق الإداري. في 21 مارس 2014، عين رئيس الهيئة العليا للرقابة الإدارية والمالية وذلك حتى 18 أكتوبر 2016.

### المسار السياسي
بعد الثورة التونسية في 2011، أصبح كاتب دولة لدى وزير المالية جلول عياد مكلف بأملاك الدولة وذلك في حكومة محمد الغنوشي الثانية، ثم في 7 مارس من نفس السنة، عين وزيرا لأملاك الدولة في حكومة الباجي قائد السبسي وذلك حتى 24 ديسمبر 2011. 

في 25 فبراير 2017، عين في منصب وزير الشؤون الدينية في حكومة يوسف الشاهد. ثمّ في حكومة إلياس الفخفاخ في 27 فبراير 2020.  تمّ اقتراحه من طرف هشام المشيشي ليواصل في المنصب ضمن الحكومة المقترحة على التصويت في 24 أغسطس 2020. 

## الحياة الخاصة
أحمد عظوم متزوج وأب لثلاثة أطفال.